# ديستريا كراسنيكي
ديستريا كراسنيكي ( اللفظ بالألبانية: [diˈstɾia kɾasˈnici] ؛ من مواليد 10 ديسمبر 1995) هي لاعبة جودو كوسوفية. حصلت على الميدالية الذهبية في مسابقة الجودو للسيدات وزن 48 كغم في دورة الألعاب الأولمبية الصيفية 2020 في طوكيو.  

## الحياة والعمل
مارست الرياضة في سن السابعة وشجعها شقيقها الذي مارست الرياضة معه.
في منتصف عام 2018، تحولت إلى فئة الوزن الخفيف للغاية التي تبلغ 48 كيلوجرامًا بعد أن كانت تنافس في فئة وزن 52 كغم بعد أن فقدت التأهل لدورة الألعاب الأولمبية الصيفية لعام 2016 . نتيجة لذلك، تجنبت زميلتها في الفريق الكوسوفي والبطلة الأولمبية 2016 مايليندا كليميندي في فئة الوزن الخفيف، وكذلك نورا جياكوفا، بطلة أوروبا في الوزن الخفيف لعام 2018، في جولة التأهل لدورة الألعاب الأولمبية 2020.
فازت بالميدالية البرونزية في فئة 48 كغم في بطولة العالم للجودو 2019. في عام 2020، فازت بإحدى الميداليات البرونزية في منافسات وزن 48 كغم سيدات في بطولة الجودو الأوروبية لعام 2020 التي أقيمت في براغ، جمهورية التشيك. في عام 2021، فازت بالميدالية الذهبية في فئتها في بطولة العالم للجودو لعام 2021 التي أقيمت في الدوحة، قطر.  
مثّلت كوسوفو في دورة الألعاب الأولمبية الصيفية لعام 2020 والتي شهدت أيضًا ظهورها الأول في الألعاب الأولمبية وحصلت على الميدالية الذهبية في فئة 48 كغم سيدات.  